# Elton John

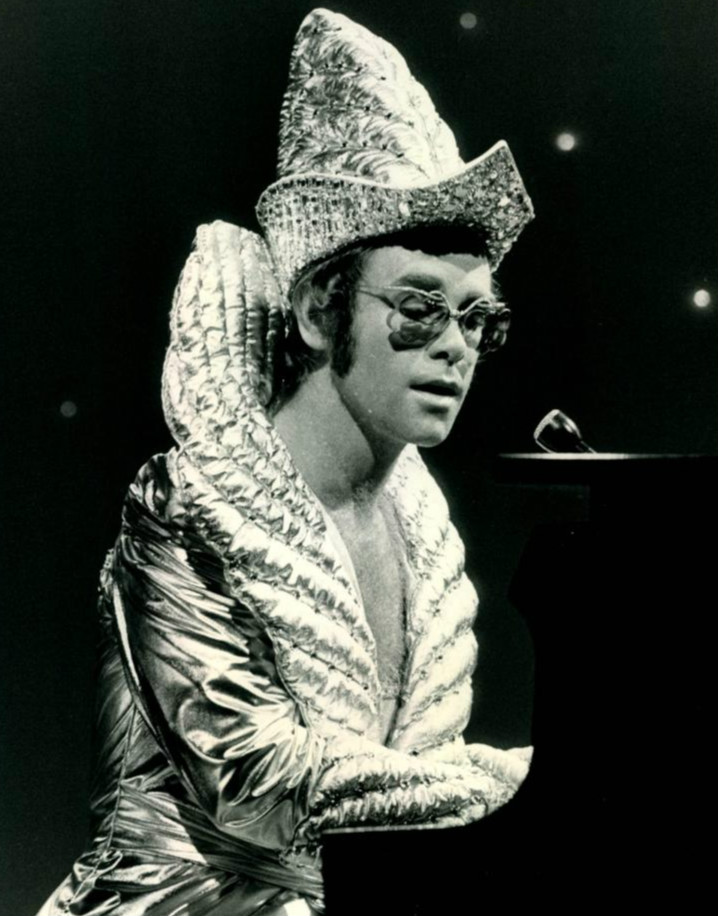
Elton John under ett framträdande 1975.

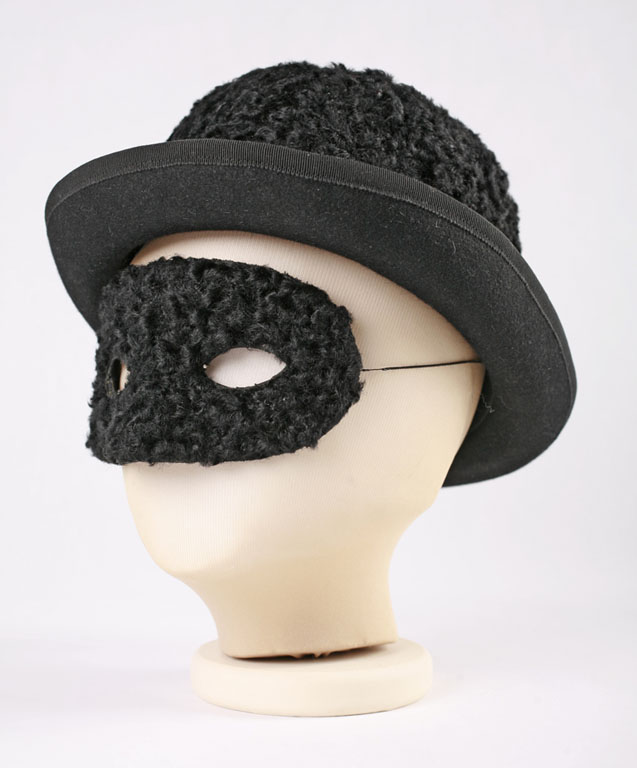
Scenhatt och mask använt av Elton John på 1970-talet, i den permanenta samlingen av The Childrens Museum of Indianapolis.

Sir Elton Hercules John, ursprungligen Reginald Kenneth Dwight, född 25 mars 1947 i Pinner, Middlesex (numera en del av Harrow i nordvästra London), är en brittisk sångare, pianist, kompositör och låtskrivare. Hans album har sålts i 300 miljoner exemplar världen över, liksom drygt 100 miljoner singlar, vilket gör honom till en av de mest framgångsrika artisterna genom alla tider. Elton John invaldes i Rock and Roll Hall of Fame år 1994.

## Biografi

### Uppväxt och tidig karriär
Elton John föddes som Reginald Kenneth Dwight i Pinner i nordvästra London. Hans smeknamn bland vänner och familj var ”Reggie”. Han började spela piano i en tidig ålder och fick 1958 ett stipendium till Royal Academy of Music, där han studerade musik i fem år. Han började sin professionella bana som barspelare på Northwood Hills Hotel och fick ett pund plus dricks per kväll. Från 1962–1967 medverkade han som organist i bluesgruppen Bluesology.

### Vändpunkten 1967, mötet med Taupin, och namnbytet
På en audition 1967 i London för låtskrivare mötte han Bernard Taupin för första gången, och kompositören ”Reg” fick en bunt texter som poeten och textförfattaren ”Bernie” skrivit, att försöka sätta musik till. Detta sammanträffande visade sig vara lyckat, och det nya låtskrivarteamet flyttade in hos Elton Johns mor och inledde sitt mångåriga samarbete. 1968 skaffade Elton John, då dittills känd som Reginald Dwight, sitt artistnamn, sammansatt av två av Bluesologymedlemmarnas namn (Elton Dean och Long John Baldry), och 1972 gjorde han sitt artistnamn även till personnamn.
Skivdebuten under det nya namnet kom 1969, med Empty Sky. 1970 fick Elton John sin första internationella hit med ”Your Song” från sitt andra album, Elton John. Texten till denna sång, liksom till de flesta av Johns kommande under de närmaste åren, var skriven av Bernie Taupin. Hans första konsert i USA följde i augusti 1970 på Troubadour i Los Angeles. 1972 följde hans första album som nådde förstaplatsen i USA, Honky Château. Hans album Don’t Shoot Me I’m Only the Piano Player som kom ut 1973 nådde förstaplatsen i bland annat Storbritannien, USA och Australien.
Under 1970-talet blev Elton John en av världens mest framgångsrika artister med hits som ”Rocket Man” (1972), ”Crocodile Rock” (1973), ”Goodbye Yellow Brick Road” (1973), ”Someone Saved My Life Tonight” (1975) och ”Don’t Go Breaking My Heart” (1976), en duett med Kiki Dee. Många album under denna tid, och även under 1980-talet, producerades av den brittiske producentlegenden Gus Dudgeon.
1975 fick Elton John en stjärna på Walk of Fame i Hollywood. Han grundade det egna skivmärket The Rocket Record Company där bland andra Neil Sedaka och Kiki Dee återfanns. Elton John skrev ett lukrativt skivkontrakt med MCA 1974. 1975 spelade Elton John karaktären ”Local Lad” i filmatiseringen av The Whos rockopera Tommy där han framträdde med låten ”Pinball Wizard”. 
Han körade och spelade piano på John Lennons ”Whatever Gets You Through The Night”. På en Elton John-konsert i Madison Square Garden i New York 28 november 1974 gästade John Lennon där de framförde låten efter att den blivit listetta. Det blev John Lennons sista liveframträdande.

### Pausen från Taupin och 1980-talet
Efter albumet Blue Moves (1976) tog Elton John och vapendragaren Bernie Taupin en ömsesidig paus och sökte sig till nya samarbetspartners, John bland annat till textförfattaren Gary Osborne, men samarbetet pågick emellertid hela tiden. Inför albumet Too Low for Zero (1983) var det Taupin som återigen skrev samtliga texter.
Bland hans största hits på 1980-talet var ”I Guess That’s Why They Call It the Blues” (1983), ”I’m Still Standing” (1983), ”Sad Songs” (1984), ”Nikita” (1985), och ”Sacrifice” (1989). Den sistnämnda blev hans första sololistetta i hemlandet Storbritannien. (”Don’t Go Breaking My Heart” från 1976 blev en listetta i Storbritannien, men den låten sjöng han som en duett med Kiki Dee.)
1976 blev han ordförande för fotbollsklubben Watford FC som han varit supporter av sedan barndomen. De följande åren investerade Elton John stora summor och klubben gick upp tre divisioner och nådde förstadivisionen. Toppen för framgångsåren nåddes med andraplatsen bakom Liverpool i ligan 1983 och finalen i FA-cupen 1984. Elton John sålde klubben 1987.

### 1990-talet och framåt
1995 erhöll Elton John Polarpriset, instiftat av Stikkan Anderson. Den första januari 1998 adlades han av drottning Elizabeth II, och tituleras därmed sir Elton.
”Candle in the Wind”, en hyllning till Marilyn Monroe som ursprungligen spelades in 1973, skrevs 1997 om av Taupin till en ny text inför prinsessan Dianas begravning, och då med undertiteln ”England’s Rose”.
Sedan 1983 har de enda avbrotten i samarbetet med Bernie Taupin i stort sett skett i filmmusiksammanhang, då Tim Rice i de flesta fall varit Eltons ordmakare. Några filmer som Elton John komponerat originalmusik till är:
- 1994 – Lejonkungen
- 1999 – The Muse
- 2000 – Vägen till El Dorado
- 2003 – Mona Lisas leende
- 2019 – Rocketman
- 2019 – Lejonkungen

Sångerna ”Circle of Life” och ”Can You Feel the Love Tonight” från Disneyfilmen Lejonkungen från 1994 är några av Elton Johns mest kända filmmelodier. På Oscarsgalan 1995 utsågs ”Can You Feel the Love Tonight” till bästa sång. I sitt tal tackade han sin då nyligen avlidna mormor, som var den som såg till att han började spela piano 1951. Elton John återvände sen för att omarbeta sångerna och för att skriva en ny sång, ”Never Too Late”, i 2019 års nyinspelning av Lejonkungen innan sin planerade pensionering. 
Spelfilmen Rocketman (2019) handlar om Elton Johns liv med en stor mängd av hans musik utgörande likt en musikal genom filmen. John var en av filmens exekutiva producenter och hans make David Furnish var en av filmens producenter. John och Bernie Taupin skrev även en originallåt till filmen, ”(I’m Gonna) Love Me Again”, som framförs av både John och Taron Egerton, som spelar John i filmen, under filmens eftertexter. För ”(I’m Gonna) Love Me Again” fick John ytterligare en Oscar för bästa sång tillsammans med Taupin.
Den 8 juli 2023 avslutade Elton John sin sista turné på Tele2 Arena i Stockholm. Under konserten blev Elton uppringd av Coldplays sångare Chris Martin som samtidigt gjorde en spelning på Ullevi i Göteborg.
Elton John meddelade i samband med sista turnén att han även framöver kan göra enstaka liveframträdanden och planerar dessutom att fortsätta skapa musik.

## Privatliv
1976 kom han ut som bisexuell. 1984–1988 var han gift med Renate Blauel. Efter detta har han sedan 1993 levt i ett förhållande med sin partner David Furnish, som han ingick äktenskap med den 21 december 2005. Han har själv öppet berättat om sitt missbruk av kokain och andra droger, ett missbruk som blev verkligt allvarligt på 1980-talet. 1991 behandlades han på en drogklinik i Chicago och är sedan dess rehabiliterad och drogfri. 2010 fick han tillsammans med David Furnish en son vid namn Zachary Jackson Levon. I januari 2013 föddes deras andra son Elijah Joseph Daniel. Båda gångerna använde de sig av samma surrogatmamma.

## Välgörenhet
Elton John har ställt upp på flera stödgalor och ofta har det handlat om att stödja AIDS-forskningen på olika sätt. Exempelvis spelade han tillsammans med Dionne Warwick, Gladys Knight och Stevie Wonder in låten That's What Friends Are For 1985, pengarna från denna gick till American Foundation for AIDS Research. 
Den 13 juli 1985 deltog han i Bob Geldofs Live Aid-galan, där han framförde sin låt ”Bennie and the Jets”. Han deltog även i Live 8-galan 2005. Han har numera sin egen fond till förmån för AIDS-forskning, The Elton John Aids Foundation.

## Textförfattare som Elton John har samarbetat med (urval)
- Chris Difford
- Gary Osborne
- Tim Rice
- Tom Robinson
- Bernie Taupin
- Judie Tzuke

## Andra kompositörer som Elton John har samarbetat med (urval)
- Paul Buckmaster
- Alan Carvell
- Davey Johnstone
- Patrick Leonard
- Phineas Mchize
- James Newton Howard
- Caleb Quaye
- Tim Renwick
- Olle Romo
- Hans Zimmer
- Eminem
- 2pac
- Jerry Cantrell
- John Lennon
- Leon Russell (2010, albumet The Union)
- Ringo Starr
- Lady Gaga
- Queens of the Stone Age
- Red Hot Chili Peppers

## Diskografi

### Studioalbum
- 1969 – Empty Sky
- 1970 – Elton John
- 1970 – Tumbleweed Connection
- 1971 – Madman Across the Water
- 1972 – Honky Château
- 1973 – Don't Shoot Me I'm Only the Piano Player
- 1973 – Goodbye Yellow Brick Road
- 1974 – Caribou
- 1975 – Captain Fantastic and the Brown Dirt Cowboy
- 1975 – Rock of the Westies
- 1976 – Blue Moves
- 1978 – A Single Man
- 1979 – Victim of Love
- 1980 – 21 at 33
- 1981 – The Fox
- 1982 – Jump Up!
- 1983 – Too Low for Zero
- 1984 – Breaking Hearts
- 1985 – Ice on Fire
- 1986 – Leather Jackets
- 1988 – Reg Strikes Back
- 1989 – Sleeping with the Past
- 1992 – The One
- 1993 – Duets
- 1995 – Made in England
- 1997 – The Big Picture
- 2001 – Songs From the West Coast
- 2004 – Peachtree Road
- 2006 – The Captain & the Kid
- 2010 – The Union (tillsammans med Leon Russell)
- 2012 – Good Morning to the Night (tillsammans med Pnau)
- 2013 – The Diving Board
- 2016 – Wonderful Crazy Night
- 2021 – The Lockdown Sessions

### EP
- 1979 – The Thom Bell Sessions
- 1989 – The Complete Thom Bell Sessions

### Livealbum
- 1971 – 17-11-70
- 1976 – Here and There
- 1987 – Live in Australia with the Melbourne Symphony Orchestra
- 2000 – One Night Only

### Samlingsalbum
- 1974 – Greatest Hits
- 1977 – Elton John's Greatest Hits Volume II
- 1990 – The Very Best of Elton John
- 1992 – Rare Masters
- 1994 – Chartbusters Go Pop (Inspelad 1969-70)
- 1995 – Love Songs
- 2002 – Greatest Hits 1970-2002
- 2007 – Rocket Man: The Definitive Hits

### Soundtrackalbum
- 1971 – Friends
- 1994 – The Lion King
- 1999 – The Muse
- 1999 – Elton John and Tim Rice's Aida
- 2000 – The Road to Eldorado
- 2005 – Billy Elliot
- 2005 – Lestat
- 2011 – Gnomeo & Juliet